# 野中寿人
野中 寿人（のなか かずと、1961年6月6日 - ）は、東京都大田区出身の野球指導者。2度にわたって野球インドネシア代表監督を務め、さらに野球スリランカ代表監督も務めた。

## 経歴
高校時代は日本大学第三高等学校のキャッチャーとして、1979年の第61回全国高等学校野球選手権大会（夏の甲子園）に出場。プロ野球からの勧誘を断って大学に進んだが、意中の進学先だった明治大学ではなく日本大学であったことや大学での指導方法に不満を持ち、1年生で休部。3年生時に復帰するものの、プロ野球選手への道は断念した。当時の強豪社会人チームプリンスホテル硬式野球部への入部が決まっていたが結局入社せず。1984年に日本大学を卒業し、1987年にフィリピンに渡って実業家となるも、現地でのトラブルから帰国を余儀なくされる。2001年にインドネシア連邦共和国のバリ島へ移住し、現地で出会った女性と結婚した。
2003年に地元の青年たちと野球チームを結成し、学生時代以来の野球活動を始めた。2005年にリトルリーグチーム「レッドソックス」を設立、翌年の2006年には硬式クラブチーム「バリ・レッドソックス」も発足させた。この活動から日本人初のバリ州代表チームの監督に抜擢され2007年1月に開催されたインドネシア高校国体にバリ州代表チームを率いて参戦、4位となる。
このときのチーム編成と戦略がインドネシアアマチュア野球連盟から評価され、2007年4月に外国人初となる野球インドネシア代表の監督に就任。同年12月、タイ王国で開催された第24回東南アジア競技大会へ出場、銅メダルを獲得。
2008年6月にはインドネシア一般国民体育大会出場の東カリマンタン州代表チームの強化練習を担当。本番のインドネシア一般国民体育大会決勝トーナメントでは東カリマンタン州代表チームを同率3位入賞させ同州史上最高位に引き上げた。
2009年5月には第8回アジアカップに参戦し初優勝、インドネシア野球史上初となる国際大会で金メダルを獲得。この優勝により同年7月に成田市で開催された第25回アジア野球選手権大会成田ラウンドに出場。アジア内ランキングを7位に浮上させた。
2010年4月、インドネシア野球の最大の問題点である国内地方州と少年野球の底上げを試みるべく、野球インドネシア代表の監督を辞任。
同年7月のリトルリーグ・ベースボール・ワールドシリーズアジア太平洋大会へ出場したインドネシア代表シニアリーグナショナルチームへ自らが統轄する硬式クラブチームより3名の選手を輩出。インドネシアリトルリーグアソシエーションより、アジア太平洋大会におけるシニアリーグナショナルチームおよびビッグリーグナショナルチームの特別アドバイザーを依頼された。
2011年2月にはインドネシア一般国民体育大会へ出場する東ジャワ州代表チーム監督に就任。2011年7月のインドネシア一般国民体育大会予選大会で準優勝（銀メダル）、2012年6月のインドネシア一般国民体育大会前哨戦大会では優勝（金メダル）、同年9月のインドネシア一般国民体育大会決勝トーナメント大会では3位（銅メダル）をそれぞれ獲得。これらはいずれも東ジャワ州野球史上初の快挙となった。
2013年3月には、同じく東ジャワ州スラバヤにて新規の少年野球チームを監修し野球未経験の少年達を育成。わずか3か月半の強化練習によってチームを編成し、その中から2名の選手を東ジャワ州代表高校生チームに送り出した。
2014年5月、インドネシアアマチュア野球連盟より依頼を受け、野球インドネシア代表監督に再び就任。2015年5月に「地元」であるジャカルタで開催された第11回東アジアカップでは決勝戦に駒を進めたが、フィリピンに0-10で敗れ、準優勝であった。しかし、優勝国フィリピンのアジア選手権大会出場辞退により、同年9月、台湾の台中で開催された第27回アジア選手権大会に出場。アジア内ランキングを11位から9位に浮上させた。
2016年9月におこなわれた野球のU-18代表アジア選手権では、代表の顧問として参加したが、インドネシア国体の時期と重なってベストメンバーをそろえられなかった事情もあり、日本代表に0-35の大敗を喫した。日本代表は、高校時代の監督だった小枝守が監督を務めていた。
2018年9月におこなわれた野球のU-18代表アジア選手権でも代表のアドバイザー兼コーチとして参加。
2019年4月に野球スリランカ代表監督に就任。同年7月にスリランカでおこなわれた第14回西アジアカップに参戦し優勝。同じく同年9月に台湾の台中市で開催された第29回アジア野球選手権大会へ出場した。アジア内ランキングを9位から8位に浮上させた。
2020年3月にはインドネシア一般国民体育大会へ出場するジャカルタ特別州代表チームの監督に就任。
2023年4月、佐賀県を拠点に2024年に九州アジアリーグに参加予定の新球団（インドネシア・フィリピン・スリランカの選手が主体）で、共同代表を務めることが明らかにされた。球団名は同年11月に「佐賀インドネシアドリームズ」に決定した。佐賀インドネシアドリームズは2025年1月23日に「佐賀アジアドリームズ」に球団名を変更し、リニューアルされた球団ウェブサイトで野中はヘッドコーチと記載されている。